# Лубійокор
Лубійоко́р (тадж. Лӯбиёкор) — село у складі Хатлонської області Таджикистану. Входить до складу джамоату Джури Назарова Шахрітуського району.
В радянські часи село називалось Люблікар.
Назва села означає "той, що вирощує квасолю" і складається з лубиё (квасоля, боби) та кор (сіяти, саджати щось).
Населення — 3537 осіб (2017).